# Jean-Claude-Barthélemy Gallix
Pour les articles homonymes, voir Gallix (homonymie).
Jean-Claude-Barthélemy Gallix, dit Claudius Gallix, né le 9 janvier 1801 à Saint-Jean-en-Royans (Drôme) et mort le 27 octobre 1878 à Saint-Aubin-Épinay (Seine-Inférieure), est un homme de lettres, industriel, militant politique (libéral puis bonapartiste) et fonctionnaire français.

## Biographie
Né le 19 nivôse de l'an IX, Jean-Claude-Barthélemy Gallix est le fils de Rosalie Bégot et de Claude-Barthélemy Gallix.
Le jeune Gallix n'a que seize ans lorsqu'il fait paraître à Valence un ouvrage didactique de géographie rédigé sous la forme de questions et de réponses.
Étudiant en droit à Grenoble, il y prend part, le 20 mars 1821, à une manifestation libérale provoquée par la rumeur de la mort de Louis XVIII, et agite le drapeau tricolore dans les rues de la ville. Facilement réprimée, cette manifestation est sanctionnée par la suppression de la faculté de droit, qui ne sera rétablie que plus de trois ans plus tard.
Brouillé avec son père, qui réprouve ses agissements libéraux, Gallix est également en conflit avec le curé Antoine Mouralis, qui l'a empêché d'être le parrain de l'enfant de Mme Duc, une amie de la famille, le 29 juillet 1824. Défendu par Victor Augier, Gallix intente alors un procès au prêtre devant le tribunal correctionnel de Valence, mais celui-ci se déclare incompétent.
Membre actif de la « vente » des « charbonniers » de Valence et organisateur de celle de Romans, Gallix fonde un comité électoral en vue des élections législatives de 1824. Ce comité, premier du genre en France, soutient avec succès la candidature libérale d'Antoine-Laurent Chorier. L'organisation efficace et novatrice du jeune homme sert par conséquent de modèle à la société Aide-toi, le ciel t'aidera, qui publie une lettre de Gallix en tête de son Manuel de l'électeur de 1827.
Gallix comptait acheter une étude d'avoué à Valence avant d'apprendre que l'autorisation lui serait refusée en raison de ses activités politiques d'opposant au régime de la Restauration. Il décide donc de s'exiler au Mexique, où il fonde en 1829 une blanchisserie de cire à Tehuantepec. En 1831, il y est élu vice-consul de France par ses compatriotes sur la proposition du baron Deffaudis, ambassadeur de France à Mexico. En 1833 ou 1834, lors des troubles politiques qui ont marqué la fin de la première république fédérale, son établissement est pillé. D'autres ressortissants français ayant été victimes de tels actes, Gallix décide de créer un organe de presse pour y défendre leurs intérêts. Il fonde ainsi à ses frais L'Universel, qui est le premier journal français publié au Mexique.
Finalement contraint de rentrer en France en 1838, à la veille de la Guerre des Pâtisseries, il est récompensé de ses services par la croix de chevalier de la Légion d'honneur, qui lui est décernée le 30 avril 1844. Cette distinction, accordée à un « homme de lettres » inconnu, lui vaut quelques railleries d'Alphonse Karr, qui prétend que Gallix n'a fait que rédiger des logogriphes pour les petits journaux ou des articles sur des magasins de nouveautés pour un journal de modes sous le pseudonyme de Louisa de B***. Au cours des années suivantes, Gallix est le directeur-adjoint de la Ligérienne-Tourangelle, compagnie d'assurances mutuelles contre la grêle et la mortalité des bestiaux.
Sous la Seconde République, Gallix est lieutenant au sein du 2e bataillon de la 2e légion de la Garde nationale et combat l'insurrection de juin 1848, ce qui lui vaut d'être cité au Moniteur pour son dévouement. En avril 1849, il entre au conseil de surveillance de la Société des cités ouvrières dirigée par l'ingénieur civil Joseph-Eugène Chabert et assiste, à ce titre, à la pose de la première pierre de la future Cité Napoléon.
Administrateur du journal Le Dix-Décembre, Gallix fonde sous ce même nom une organisation bonapartiste, la Société du Dix-Décembre, qu'il déclare en tant que société de secours mutuel en août 1849 et dont il devient le directeur avec le titre de « censeur ». Se sentant menacée par cette société, la majorité royaliste de l'Assemblée législative, alors en conflit larvé avec le président Bonaparte, en obtient la dissolution en novembre 1851. Au début de l'année suivante Gallix rédige un ouvrage pour répondre aux attaques du député orléaniste Jules de Lasteyrie contre la société dissoute.
Après le coup d'État du 2 décembre 1851, Gallix est récompensé de ses services en étant nommé inspecteur spécial du ministère de la Police générale à Rennes par décret du 22 mars 1852. Par la suite, il obtient l'un des postes d'inspecteur général de l'imprimerie et de la librairie au ministère de l'Intérieur. À ce titre, il est choisi par Persigny pour enquêter sur les menées légitimistes dans les départements de l'Ouest en 1861. Son rapport incite le pouvoir à prendre des mesures contre les conférences de la Société de Saint-Vincent-de-Paul.
En 1865, Gallix est nommé officier de l'ordre de Notre-Dame de Guadalupe par l'empereur du Mexique Maximilien Ier.
En 1869, il est nommé président de la société de secours des commissionnaires et employés garçons de magasin de Paris. Il habite alors au no 174 de la rue de Grenelle avec son épouse Anne-Marie, née Vel (1807-1870).
Âgé de 77 ans, il meurt le 27 octobre 1878 à Saint-Aubin-Épinay, en Seine-Maritime. Il est inhumé deux jours plus tard au cimetière du Père-Lachaise (6e division).

## Publications
- Géographie, précédée d'un traité abrégé de la sphère, ainsi que des limites de l'Europe, Valence, Montal, 1817.
- Lettre à un électeur de Lyon, Valence, 1827.
- Révélations sur la Société du Dix-Décembre (la vérité vraie), Paris, Ledoyen, 1851.
- (Avec Guy de l'Hérault) Histoire complète et authentique de Louis-Napoléon Bonaparte, depuis sa naissance jusqu'à ce jour, 2 volumes, Paris, Morel, 1852-1853.